# Sheriff Nyaling Sanneh
Sheriff Nyaling Sanneh war Seyfo (auch die engl. Bezeichnung Chief ist geläufig) für den gambischen Distrikt Kiang East.

## Leben und Wirken
Sanneh wurde 1964 zum Seyfo ernannt. Im April 1994 wurde er vom Jawara-Regime wegen eines angeblichen Reisdiebstahls entlassen, 1995 jedoch von der AFPRC-Regierung wieder eingesetzt.
Mit Wirkung zum 19. September 2001 wurde Ansumana Sanneh zum neuen Seyfo des Distrikts Kiang East bestimmt. Er trat die Nachfolge von Sheriff Nyaling Sanneh an, der ohne Angaben von Gründen abgesetzt worden war. Bis zu seiner Absetzung war Sheriff Nyaling Sanneh einer der am längsten amtierenden Seyfolu.

## Familie
2001 kam es zu einem Zwischenfall, bei der die Schwester von Sanneh, Awa Sanneh, zwischen die Fronten der Anhänger von United Democratic Party (UDP) und Alliance for Patriotic Reorientation and Construction (APRC) geriet.